# Ethan Ingram
Ethan John Ingram (Gloucester, 16 aprile 2003) è un calciatore inglese, difensore del Dundee.

## Caratteristiche tecniche
È un terzino destro.

## Carriera

### Club
Nel 2015, all'età di 12 anni, entra nel settore giovanile del West Bromwich, dove rimane fino al 2023. Il 6 luglio 2021 firma inoltre il suo primo contratto da professionista con il club.
Fa il suo esordio tra i professionisti nel corso della stagione 2021-2022: la sua partita di esordio (la sconfitta per 6-0 contro i londinesi dell'Arsenal in Coppa di Lega del 25 agosto 2021) rimane anche la sua unica apparizione stagionale in prima squadra, dal momento che trascorre tutto il resto della stagione (così come di fatto la maggior parte della stagione 2022-2023, in cui gioca ancora una volta una sola partita in prima squadra, sempre in Coppa di Lega) ancora nelle giovanili del club. Inizia la stagione 2023-2024 con una terza presenza in Coppa di Lega, per poi l'1º settembre 2023 essere ceduto in prestito al Salford City in quarta divisione. Con il club biancorosso gioca con discreta regolarità: nel corso dell'annata, infatti, scende in campo in 23 partite di campionato (competizione in cui il 21 ottobre 2023 segna la sua prima rete in carriera tra i professionisti, in una partita pareggiata per 2-2 contro lo Swindon Town), 2 partite di FA Cup ed una partita di Football League Trophy.
Terminato il prestito fa ritorno al West Bromwich, dove rifiuta di rinnovare il suo contratto in scadenza, restando così svincolato. Il 4 luglio 2024 si accasa al Dundee, club della prima divisione scozzese, dove nella stagione 2024-2025 gioca 24 partite di campionato, venendo poi riconfermato in rosa anche per la stagione 2025-2026.

### Nazionale
Ha giocato con le nazionali giovanili inglesi Under-17, Under-18 ed Under-20.

## Statistiche

### Presenze e reti nei club
Statistiche aggiornate al 3 agosto 2025.
| Stagione             | Squadra              | Campionato           | Campionato | Campionato | Coppe nazionali | Coppe nazionali | Coppe nazionali | Coppe continentali | Coppe continentali | Coppe continentali | Altre coppe | Altre coppe | Altre coppe | Totale | Totale | Totale |
| Stagione             | Squadra              | Comp                 | Pres       | Reti       | Comp            | Pres            | Reti            | Comp               | Pres               | Reti               | Comp        | Pres        | Reti        | Pres   | Reti   |        |
| -------------------- | -------------------- | -------------------- | ---------- | ---------- | --------------- | --------------- | --------------- | ------------------ | ------------------ | ------------------ | ----------- | ----------- | ----------- | ------ | ------ | ------ |
| 2021-2022            | West Bromwich        | FLC                  | 0          | 0          | FACup+CdL       | 0+1             | 0               | -                  | -                  | -                  | -           | -           | -           | 1      | 0      |        |
| 2022-2023            | West Bromwich        | FLC                  | 0          | 0          | FACup+CdL       | 0+1             | 0               | -                  | -                  | -                  | -           | -           | -           | 1      | 0      |        |
| ago.-set. 2023       | West Bromwich        | FLC                  | 0          | 0          | FACup+CdL       | 0+1             | 0               | -                  | -                  | -                  | -           | -           | -           | 1      | 0      |        |
| Totale West Bromwich | Totale West Bromwich | Totale West Bromwich | 0          | 0          |                 | 3               | 0               |                    | -                  | -                  |             | -           | -           | 3      | 0      |        |
| set.2023-2024        | Salford City         | FL2                  | 23         | 1          | FACup+CdL       | 2+0             | 0               | -                  | -                  | -                  | FLT         | 1           | 0           | 26     | 1      |        |
| 2024-2025            | Dundee               | SP                   | 24         | 0          | CS+CdL          | 1+6             | 0+1             | -                  | -                  | -                  | -           | -           | -           | 31     | 1      |        |
| 2025-2026            | Dundee               | SP                   | 1          | 0          | CS+CdL          | 0+4             | 0               | -                  | -                  | -                  | -           | -           | -           | 5      | 0      |        |
| Totale Dundee        | Totale Dundee        | Totale Dundee        | 25         | 0          |                 | 11              | 1               |                    | -                  | -                  |             | -           | -           | 36     | 1      |        |
| Totale carriera      | Totale carriera      | Totale carriera      | 48         | 1          |                 | 16              | 1               |                    | -                  | -                  |             | 1           | 0           | 65     | 2      |        |